# Уолпол, Спенсер Горацио
Rt. Hon. Спе́нсер Гора́цио Уо́лпол (англ.  Spencer Horatio Walpole; 1806—1898) — британский консервативный политик. Член британского парламента (1846—1882).
Из известной политической семьи: его прадед был младшим братом премьер-министра Роберта Уолпола.

## Биография
Получил образование в Кембриджском университете и с 1831 года с успехом занимался адвокатурой (Lincoln's Inn). Женившись на дочери бывшего первого министра Персиваля, он сблизился с тори и в 1846 году был избран ими в парламент, где успел обратить на себя внимание своей враждебностью к католическому духовенству. В 1852 году получил место статс-секретаря (министра) по внутренним делам в кабинете графа Дерби, но уже в декабре того же года должен был выйти в отставку, вместе со всем министерством тори. Его безупречный торизм доставил ему высокую честь быть избранным в нижнюю палату от Кембриджского университета, а в 1858 году он занял прежний пост в новом министерстве тори. В третий раз он получил портфель внутренних дел в 1866 году, но уже в мае 1867 года должен был уступить свое место Гаторну Харди, вследствие вызванного им кровавого столкновения между народом и полицией по случаю громадного митинга реформистов в Гайд-Парке в Лондоне. Своё место в парламенте от Кембриджского университета он удержал и при новых общих выборах в 1868, 1874 и 1880 годов.

## Семья
Отец: Томас Уолпол (1755—1840) — выпускник Итона и Тринити-колледж (Кембридж), возглавлял британское дипломатическое представительство в Баварии (1783—1796).